# ياكوب شينر
ياكوب شينر (بالتركية: Yakup Şener)‏ (مواليد 1 سبتمبر 1990) هو ملاكم تركي، مثّل بلاده في الألعاب الأولمبية الصيفية 2012.

## روابط خارجية
ياكوب شينر على موقع أوليمبيديا (الإنجليزية)